# マウノ・コイヴィスト
マウノ・ヘンリク・コイヴィスト（フィンランド語: Mauno Henrik Koivisto、1923年11月25日 - 2017年5月12日）は、フィンランドの政治家。同国大統領（第9代）、また2度にわたり首相（第46・55代）を務めた。

## 経歴
トゥルクに生まれ、16歳で冬戦争に従軍した。終戦後は大工や港湾労働者として働き、社会民主党に入党。その後トゥルク大学を卒業し、ヘルシンキ労働者貯蓄銀行に入行した。銀行では幹部にまで昇進し、1966年に財相、1968年にはフィンランド銀行幹部議長に就任。そして同年3月に首相に任命され、社民党内閣を率いた。首相職には1970年まで在ったが、退任後も副首相兼財相を務めた。1979年の総選挙後には社民党主導の左派連立内閣を組み、再び首相に就任して1982年まで在任した。同年にウルホ・ケッコネン大統領が辞任すると大統領職を引き継ぎ、フィンランド初の左派系大統領になった。
外交政策では、基本的に前任のケッコネンの中立外交を引き継いでいるものの、世論と国際情勢の変化に伴い西側諸国のアメリカ合衆国に接近していった。フィンランド大統領で初めて日本を公式訪問した。
大統領には1988年に再選され、1994年まで在職した。2017年5月12日、以前から患っていたアルツハイマー病により死去。93歳。
後年行われたインタビューでは、ソ連影響下の1970年代フィンランドは最も危険な時代だったと回想している。